# Badovinci
Badovinci (srbsky Бадовинци) jsou vesnice v západní části Srbska, administrativně spadající pod opštinu Bogatić. Vesnice se rozkládá východně od řeky Driny u hranice s Bosnou a Hercegovinou. Okolí vesnice je rovinaté, tvoří kulturní intenzivně zemědělsky využívanou krajinu. Na západním okraji vesnice přechází v lužní les u zmíněného vodního toku.
Z národnostního hlediska je obyvatelstvo většinově srbské národnosti. Počet obyvatel příhraniční vesnice postupně klesá, roku 2022 zde žilo 4074 osob.
Badovinci mají vlastní pravoslavný kostel, školu a poštu.
Vesnicí prochází silnice č. 20, která spojuje města Bijeljina a Sremska Mitrovica. Na břehu Driny se v blízkosti Badovinců nacházel projekt Slobomir srbského podnikatele. Na břehu řeky se nachází různé chaty a rekreační oblast.